# Concerned Citizens’ Movement
Das Concerned Citizens’ Movement (CCM) ist eine politische Partei in St. Kitts und Nevis mit dem Ursprungsort in Nevis. Parteiführer ist Mark Brantley und es ist derzeit (2023) die größte Partei in Nevis. Sie nimmt alle drei Sitze für Nevis in der Nationalversammlung von St. Kitts und Nevis ein und drei von fünf Sitzen in der Nevis Island Assembly. Die CCM ist nur in Nevis aktiv und für die Wahlen 2022 trat sie im One Movement in Allianz mit dem People’s Action Movement (PAM) von Saint Kitts an, nachdem die regierende Allianz Team Unity zerbrochen war.

## Geschichte
Die Partei wurde 1987 gegründet und trat erstmals in den 1989 an. Sie errang 6,4 % der Stimmen und damit einen Sitz im Parlament. In den Wahlen 1993 konnte sie ihren Anteil an den Stimmen steigern und erreichte 10,9 % und damit zwei Sitze. In den Wahlen 1995 fiel der Stimmenanteil zwar wieder auf 7,0 %, dennoch konnte die Partei beide Sitze behalten. Dies blieb so in den Wahlen 2000, 2004 und 2010.
Am 30. Oktober 2017 übergab der damalige Premier of Nevis Vance Amory die Führung der Partei an Mark Brantley. Die war ein zuvor nie dagewesener Vorgang. Es war das erste Mal, dass in St. Kitts und Nevis ein gewählter Repräsentant den Parteivorsitz abgab, ohne ebenfalls seinen Sitz zu verlieren.
In den Wahlen zur Inselversammlung im Dezember 2017 blieb Mark Brantley Premier nachdem er die CCM zum Sieg geführt hatte. Die Partei konnte 4 der 5 Sitze für sich gewinnen.
Zu den aktiven Funktionären gehört ach Alexis Jeffers.

## Parteiführung
Vance Amory führte die Partei ab 1987 bis 2017. Sein Nachfolger wurde Mark Brantley.

## Wahlergebnisse
| Jahr | Parteiführer  | Stimmen | % der Stimmen | Sitze in Nevis | +/– | Regierung                     |
| ---- | ------------- | ------- | ------------- | -------------- | --- | ----------------------------- |
| 1989 | Vance Amory   | 1.135   | 6,4 (#4)      | 1/3            | ▲ 1 | Opposition                    |
| 1993 | Vance Amory   | 2.100   | 10,9 (#3)     | 2/3            | ▲ 1 | Opposition                    |
| 1995 | Vance Amory   | 1.777   | 8,2 (#3)      | 2/3            |     | Official Opposition           |
| 2000 | Vance Amory   | 1.901   | 8,7 (#3)      | 2/11           |     | Official Opposition           |
| 2004 | Vance Amory   | 1.982   | 8,8 (#3)      | 2/3            |     | Official Opposition           |
| 2010 | Vance Amory   | 2.860   | 11,0 (#3)     | 2/3            |     | Opposition                    |
| 2015 | Vance Amory   | 3.951   | 13,0 (#3)     | 2/3            |     | Koalitionsregierung           |
| 2020 | Mark Brantley | 3.510   | 12,58 (#4)    | 3/3            | ▲ 1 | Koalitionsregierung (2020–22) |
| 2020 | Mark Brantley | 3.510   | 12,58 (#4)    | 3/3            | ▲ 1 | Opposition (2022)             |
| 2022 | Mark Brantley | 3.473   | 11,82 (#4)    | 3/3            |     | Opposition                    |